# 高性能駆動装置開発
高性能駆動装置開発株式会社（英: HPMSD Corporation.）は、低速高トルクのACサーボモーターシステムの設計、製造、販売を行っている会社である。
本社は、群馬県甘楽郡甘楽町。

## 沿革
- 2008年12月 - 日創電機株式会社の主要技術者6名がスピンアウトし、モーションシステム開発株式会社を設立。
- 2009年7月 - 高性能駆動装置開発株式会社に社名変更。
- 2010年9月 - インスパイア・テクノロジー・イノベーション・ファンド投資事業有限責任組合を対象にした第三者割当増資を実施。
- 2010年12月 - 経済産業省の平成22年度低炭素型雇用創出産業立地推進事業の助成金対象企業に選定。
- 2011年12月 - MSIVC2008V投資事業有限責任組合およびインスパイア・テクノロジー・イノベーション・ファンド投資事業有限責任組合を対象にした第三者割当増資を実施。

## 特徴
ダイレクトドライブ駆動が可能な低速高トルクのサーボモーターの開発を得意としており、10,000Nm超の高トルクモーターを製造することができる。
社内に専任の設計部隊、開発部隊を擁しており、顧客向けカスタマイズによる他社との差別化が特徴。顧客側アプリケーションを理解した上で、最適なモーターへのカスタマイズ提案を行う。